# Thijs ter Horst
Thijs ter Horst (* 18. September 1991 in Almelo) ist ein niederländischer Volleyballspieler. Er spielt auf der Position Außenangriff/Annahme.

## Erfolge Verein
Niederländische Meisterschaft:
- 2011

Südkoreanische Meisterschaft:
- 2018

Italienischer Superpokal:
- 2020

Italienische Meisterschaft:
- 2021, 2022

Italienischer Pokal:
- 2022[2]

## Erfolge Nationalmannschaft
Europaliga:
- 2012
- 2019